# Wargaasih
Wargaasih is een bestuurslaag in het regentschap Cianjur van de provincie West-Java, Indonesië. Wargaasih telt 3726 inwoners (volkstelling 2010).